# GTI CLUB
『GTI CLUB』は、1996年に当時のコナミ（版権は2006年3月31日にコナミデジタルエンタテインメントに移行、アーケード版の版権は2016年11月1日にコナミアミューズメントへ再移行）によって開発・販売されたレースゲームである。PowerPCをベースにしたシステム上で製作された。後継機は、GTI Club コルソイタリアーノとGTI Club supermini Festa!。
2008年にはプレイステーション3用ソフト『GTI Club+ ラリー コートダジュール』(GTI Club+: Rally Côte d'Azur)としてリメイク移植された（日本版発売は2010年）。
「レースモード」と「対戦鬼ごっこモード」の2つのゲームモードが存在する。

## 概要

### レースモード
プレイヤーはミニ クーパーやルノー・5ターボなど5台（加速性の高いブガッティ・EB110のみコマンド入力、または規定数のコインを入れるかで出現する）の中から1台を選び、コート・ダジュールの市街地ラリーレースを行う。レースはCPU専用車の4台を含め計8台で行われる。コースの随所にはチェックポイントがあり、タイムが0になる前に各チェックポイントにたどり着く必要がある。到着前にタイムが0になるとその時点でゲームオーバーとなる。
本作にはレベル選択が存在し、初級では決められたコースしか走れないが、上級・超上級では近道を探して規定コースよりも早くゴールしたり、必要に応じて逆走したりすることもできた。またレースゲームとしては初めてサイドブレーキが導入され、これを用いてクイックターンなども可能だった（2001年の続編GTICLUB2コルソイタリアーノにもサイドブレーキが導入されている）。

### 対戦鬼ごっこモード
2人以上の対戦専用で、CPUとの1人プレイはできない。ゲームがスタートするとプレイヤーの中の1人に爆弾が付き、そのプレイヤーは爆弾を他のプレイヤー車に体当たりして押し付ける必要がある。制限時間終了時に爆弾を持っていたプレイヤーが負けとなる。
なおこのモードではレースモードよりもやや視点が高い画面でのプレイとなる。

## GTI Club+ ラリー コートダジュール
プレイステーション3用ソフトとしてダウンロード販売開始された『GTI CLUB』のリメイク版。HD化やドルビーデジタル5.1chサラウンド、オンライン対戦に対応しているほか、DLC（追加CarPack）で『GTI Club supermini Festa!』相当の車種数となる。